# Dartford Crossing
Dartford-Thurrock River Crossing (dartfordsko-thurroško prečkanje reke), splošno znano kot Dartford Crossing (dartfordsko prečkanje)), in od leta 1991 dartfordski predor, je glavno cestno prečkanje reke Temze v Angliji po cesti A282, ki povezuje Dartford v Kentu na jugu s Thurrockom v Essexu na severu. Sestavljeno je iz dveh predorov in mostu s poševnimi zategami, ki se imenuje po kraljici Elizabeti II. Edino cestno prečkanje Temze vzhodno od Velikega Londona je najbolj obremenjen prehod estuarija v Združenem kraljestvu s povprečnim dnevnim prometom več kot 130.000 vozil. Odprt je bil postopoma: zahodni predor leta 1963, vzhodni predor leta 1980 in most leta 1991. Prečkanje, čeprav ni v skladu s predpisi za avtoceste, se šteje za del avtoceste M25 ob uporabi predorov proti severu in mostu v smeri jug.
Načrtovanje mostu se je začelo v poznih 1930, vendar pa je bilo prekinjeno zaradi druge svetovne vojne in se je nadaljevalo leta 1950. Prvi predor je imel en pas za promet v obe smeri. Naraščajoč promet je zahteval drugo cev predora. M25 je bila povezana s predorom na obeh koncih, ki je bil dokončan leta 1986. S tem se je povečal pritisk prometa na zmogljivost predora. Po zasebni finančni spodbudi so začeli graditi most leta 1988. Kombiniran prehod ima zdaj štiri prometne pasove v obe smeri.
Vedno je bilo treba plačati cestnino, od 1. aprila 2003 je to postala dajatev. Elektronski sistem za cestninjenje (Dart Charge) je bil uveden novembra 2014, stare cestninske kabine so bile zato odstranjene. Prebivalci imajo na voljo različne popuste.

## Lega
Prehod se razteza čez reko Temzo na jugu med Dartfordom v Kentu in Thurrockom v Essexu na severu. Oddaljeno je približno 32 km vzhodno od središča Londona, zunaj meja Velikega Londona. Predora sta dolga 1430 metrov, pilona mostu sta visoka 137 metrov, glavni razpon je  450 metrov. Omejitev hitrosti je 80 km/h v obeh smereh. Železniška proga za visoke hitrosti od mednarodne postaje St. Pancras do postaje Ebbsfleet poteka pod voziščem ceste na severni strani reke, skoraj pod pravim kotom.
Projektirana zmogljivost je 135.000 vozil na dan, a dejansko je okoli 160.000. Agencija za ceste prečkanje meni, da je to "ključna prometna povezava za državno in jugovzhodno gospodarstvo", nekdanji minister za promet Patrick McLoughlin pa, da je  "ključni del strateškega cestnega omrežja v državi". Promet proti jugu teče po mostu s štirimi stezami, medtem ko proti severu po dveh dvopasovnih cestnih predorih. Most zaprejo ob močnem vetru ali zaradi vzdrževanja. Takrat se promet odvija v predorih v obe smeri. 

### Druge poti
Naslednja najbližja možnost za prehod vozil na zahod Dartforda sta trajekt Woolwich in predor Blackwall, oba v vzhodnem Londonu. Ni uradnih preusmeritev skozi London za visoka vozila. Ko je most zaprt, vozila, višja kot 5,03 metra, preusmerijo na M25 v nasprotno smer. 
Za razbremenitev Dartford Crossinga so bili predlagani številni novi prehodi. Predlagani most čez Temzo v vzhodnem Londonu (Thames Gateway Bridge) na zahod je dobil dovoljenje za načrtovanje leta 2004, vendar je bil novembra 2008 ustavljen, ko je Boris Johnson postal župan Londona. Johnson je nato predlagal  trajekt na istem kraju (Gallions Reach Ferry). Predlagan je bil še tretji prehod čez Temzo (Lower Thames Crossing), predor na vzhodu med Shornom v Kentu in Ockendenom v Essexu. Thurroški svet je menil, da bi ta prehod bistveno odpravil zastoje. Javno posvetovanje o programu se je končalo marca 2016 z izbiro trase, napovedane za april 2017, a se začetek gradnje ne pričakuje pred letom 2026.

## Cestnina
Elektronsko cestninjenje v prostem prometnem toku se je začelo novembra 2014 na podlagi samodejnega prepoznavanja registrskih tablic. Pristojbina se lahko plača na spletu ali po telefonu vnaprej ali do polnoči na dan prehoda, v gotovini je ni več mogoče plačati, ker so bile odstranjene stare cestninske kabine. Spremenljivi znaki na pristopih opozarjajo na plačilo. Plačilo je mogoče od 6. ure zjutraj in do 22.00 in je prikazano na portalnih znakih. Stroški za prečkanje so v novembru 2014 znašali:
| razred vozil           | plačilo ob prehodu | predplačilo |
| ---------------------- | ------------------ | ----------- |
| motorji                | brezplačno         | brezplačno  |
| osebni avtomobil       | 2,50 £             | 1,67 £      |
| dvoosno tovorno vozilo | 3,00 £             | 2,63 £      |
| večosno tovorno vozilo | 6,00 £             | 5,19 £      |

Nekatere kategorije vozil so oproščene plačila, tudi intervencijska vozila, vojaška vozila in vozila, ki so oproščena trošarine na podlagi invalidnosti.
Cena je odvisna od vrste vozila. Za motorna kolesa so ne plača,za avtomobile so enake cene, za dvoosna tovorna vozila in večja tovorna vozila z več kot dvema osema je cena višja. Voznikom, ki ne plačajo cestnine, se izda obvestilo o kazni. Ni opozorilnih znakov glede stroškov kazni.

## Zgodovina

### Zahodni predor
Prečkanje Temze s predorom je ministrstvo za promet prvič predlagalo leta 1924. Prvo poročilo na začetku leta je predlagalo prehod med Tilburyjem in Gravesendom kot zamenjavo trajekta, vendar je bil predlog zavrnjen julija v prid poteku ob zgornjem toku v bližini Dartforda. Do leta 1929 so bili skupni stroški gradnje predora ocenjeni na 3 milijone £ (danes 164 milijonov £). Predor je bil načrtovan kot del obvoznice okoli Londona in je bil začasno del južne obvoznice ("South Orbital Road").
Prva inženirska dela so potekala na pilotnem predoru, ki so ga vrtali med letoma 1936 in 1938. Delo, povezano s predorom, je bila odloženo zaradi druge svetovne vojne in se je nadaljevalo leta 1959 z vrtalnim strojem. Zamuda pri delu zaradi vojne je prinesla izboljšanje projekta, predvsem boljši prezračevalni sistem. Po pogajanjih z ministrstvom za promet, svetov Kenta in Essexa glede pobiranja cestnine za predor, so se dela začela leta 1960. Dvopasovni predor je bil odprt za promet 18. novembra 1963, skupni stroški projekta so bili 13 milijonov £ (danes 245 milijonov £) in je sprva skozi njega peljalo približno 12.000 vozil dnevno.  the total project cost was £13 million (sedaj £245 milijonov)
Cestnina je bila prvotno dva šilinga in šest penijev, kar bi bilo leta 2015 približno 2,00 £. Zakon o predoru Dartford iz leta 1967 je dal Kentu in Essexu pooblastilo, da spremeni cestnino, zato se je v decembru 1977 cestnina dvignila za 25 do 35 penijev za avtomobile, 40 do 55 penijev za dvoosna tovorna vozila ter 60 do 85 penijev za težka tovorna vozila. Do leta 1984 je cestnina za avtomobile narasla na 60 penijev.

### Vzhodni predor
Po načrtih naj bi prvi predor prevozilo dva milijona vozil letno, vendar je bilo že leta 1970 več kot osem milijonov vozil. To leto je Michael Heseltine z ministrstva za promet napovedal, da bo drugi predor zgrajen v povezavi s severno obvoznico (North Orbital Road), ki je nato postala M25.
Gradnja je bila odobrena aprila 1971, začeli so jo graditi v začetku leta 1976. Delo se je zavleklo zaradi pomanjkanja sredstev, ki je bilo razrešeno s financiranjem EGS leta 1974. Drugi predor so odprli maja 1980, tako da je bil vsak predor namenjen za eno smer, skupna zmogljivost teh dveh predorov pa se je povečala za 65.000 vozil na dan. Priključitev na M25 je bila končana na severni esseški strani septembra 1982 (priključek 31) in na južni kentski strani septembra 1986 (priključek 1a). Po končani M25 leta 1986 se je dnevno prečkanje povečalo na 79.000 vozil. 

### Most kraljice Elizabete II.
V začetku leta 1980 je bilo pričakovati, da se bo promet skozi predor povečal po dokončanju M25 leta 1986. Leta 1985 je ministrica za promet Lynda Chalker napovedala, da se bo število cestninskih postaj povečalo na 12 v eno smer, vendar je bila vprašljivo, ali bosta predora zmogla zahteve prometa M25. 
Med septembrom 1985 in decembrom 1986 so predlogi za izboljšavo dartfordskega križanja doživeli številne spremembe in leta 1986 je konzorcij Trafalgar House dobil ponudbo za gradnjo novega mostu v vrednosti 86 milijonov £ (danes 227 £ milijonov). To je bilo v času, ko so se izvajali še nekateri drugi projekti, ki so jih financirali zasebniki, tudi drugi most čez reko Severn. Od leta 1981 do ustanovitve zasebne finančne pobude (PFIs) v poznih 1980-ih so zasebne investicijske projekte urejala pravila (Ryrie Rules), ki so narekovala, da "mora biti vsaka rešitev zasebne naložbe učinkovitejša kot javno financirana in da zasebno financirani izdatki državne industrije ne morejo biti del zagotavljanja javnih izdatkov, da bi se zmanjšali za znesek zasebnega financiranja".
31. julija 1988 je bila zasebna pobuda za finance s koncesijo omogočena na podlagi zakona, s katerim je bil nadzor s kentskega in esseškega sveta prenesen na zasebno podjetje Dartford River Crossing, ki ga upravlja Rodney Jones. Zasebna družba je bila v nevarnosti, da ne bo zmogla stroškov, vendar je na koncu dartfordska shema pokazala, da pravila niso bila ovira za zasebno financiranje projektov javne infrastrukture. Koncesija je bila načrtovana za 20 let od datuma prenosa z določbo o koncu, ko bodo dolgovi izplačani, kar je bilo dogovorjeno in izpolnjeno 31. marca 2002.
Most so začel graditi takoj po oblikovanju zasebne pobude leta 1988. Zasnoval ga je nemški gradbeni inženir Hellmut Homberg. Dva glavna kesona za mostna pilona sta bila zgrajena na Nizozemskem. Vsak keson je bil zasnovan tako, da prenese trčenje ladje, ki tehta do 65.000 ton in potuje do 18,5 kilometra na uro. Voziščna konstrukcija je približno 61 metrov visoko. Med gradnjo pristopne ceste so našli bombo iz druge svetovne vojne, kar je zahtevalo zaprtje celotnega prehoda.
Most je odprla kraljica Elizabeta II. 30. oktobra 1991. Celotni stroški gradnje so bili 120 milijonov £ (246.000.000 £ leta 2015), vključno 30 milijonov £ (danes 58 milijonov £) za dovozne ceste. Predlagano ime je bilo preprosto Dartford Bridge, vendar so prebivalci Thurrocka nasprotovali in predlagali ime most Tilbury, prevladal je kompromis. Ob odprtju je bil najdaljši most s poševnimi zategami v Evropi. To je edini most čez Temzo dolvodno od središča Londona, ki je bil odprt po Tower Bridgeu leta 1894.

## Promet
Od 31. marca 2014 je most prečkalo skupno 1.486.929.267 vozil. Najvišja dnevna prometna obremenitev je bila 181.990 vozil 23. julija 2004; od takrat so se prometne obremenitve znižale. Celotni prihodki za proračunsko leto, ki se je končalo 31. marca 2012, je bilo 72.147.091 £, medtem ko je bil delež za naslednje proračunsko leto 80.331.662 £. Poročilo Highways England za leto 2016 je ocenilo, da bo prometna obremenitev okoli 50 milijonov letno.
Kolesarjem prehod ni dovoljen, prečkali so ga lahko brezplačno z javnim prevozom. To so sporočili nadzornemu uradu na obeh straneh z uporabo brezplačne telefonske storitve. Prevoz je trajal približno 15 do 30 minut. 
Oktobra 1963 je London Transport namenil pet dvonadstropnih avtobusov za prevoz kolesarjev skozi predor Dartford, ki so bili namensko zgrajeni za prevoz koles. Dostop je s posebne ploščadi, zgrajene na obeh koncih predora. Aprila 1964  so bili le še štirje avtobusi, 1965 pa os storitev odpovedali ter jo nadomestili s trenutnim načinom prenosa. Eden od teh avtobusov je ohranjen.
Prevoz nevarnega blaga ureja Evropski sporazum o mednarodnem prevozu nevarnih snovi po cesti. Dartford Crossing je uvrščen v razred C, ki omejuje prevoz blaga, kot so nitrati in vnetljive tekočine. Uvedba sheme je sprva povzročila zmedo, za kratek čas je bil prepovedan prevoz aerosolov skozi predor. Nekatera nevarna tovorna vozila skupaj z nekaterimi prevelikimi in nenormalno težkimi (če je dovoljeno) lahko zahtevajo spremstvo. Upravljavec mora imeti vaje s službami za ukrepanje. Leta 2006 je potekala vaja Orfej, ki je povzročila zaprtje obeh cestnih predorov za pet ur.
Predor upravlja posebna služba (Highways Agency Traffic Officers). Uslužbenci lahko ustavijo in urejajo promet in morajo biti v uniformi za opravljanje pooblastil. Omejitev hitrosti se nadzoruje s pomočjo radarjev; med oktobrom 2012 in junijem 2014 je bilo 24.229 voznikov ujetih pri prekoračitvi dovoljene hitrosti, nekateri so vozili hitreje kot 151 km/h. Most ima omejitev hitrosti 50 kilometrov na uro, kadar je bočni veter močnejši kot 80 kilometrov na uro ali čelni veter hitrejši kot 100 kilometrov na uro in je zaprt v celoti, če britanska vremenska služba, Met Office, napove bočni veter nad 100 km/h ali čelni veter nad 110 km/h. 

### Zastoji
Dartford Crossing je najbolj obremenjen v Združenem kraljestvu. Ker je načrtovana zmogljivost presežena, so pogosti prometni zastoji in motnje, še posebej ko so deli zaprti zaradi nesreče ali slabega vremena. Čeprav je most zasnovan tako, da bi se izognili zaprtju zaradi močnega vetra, je bil most že večkrat zaprt. 12. februarja 2014, ko je bilo zimsko neurje, je bil zaprt zaradi vetra, ki je pihal 100 km/h, in spet zvečer 13./14. februarja.
Na obeh straneh križanja so številni priključki, zato se velik del lokalnega prometa meša z daljinskim prometom. Leta 2004 je raziskava BBC poročala, da je bilo križanje "najbolj stresen del M25", medtem ko je bila po navedbah kraljevskega avtomobilskega kluba (Royal Automobile Club) leta 2009 četrta najbolj obremenjena cesta v Veliki Britaniji. Leta 2015 naj bi bil prehod najslabši odsek britanskih avtocest.